# Memphis Grizzlies

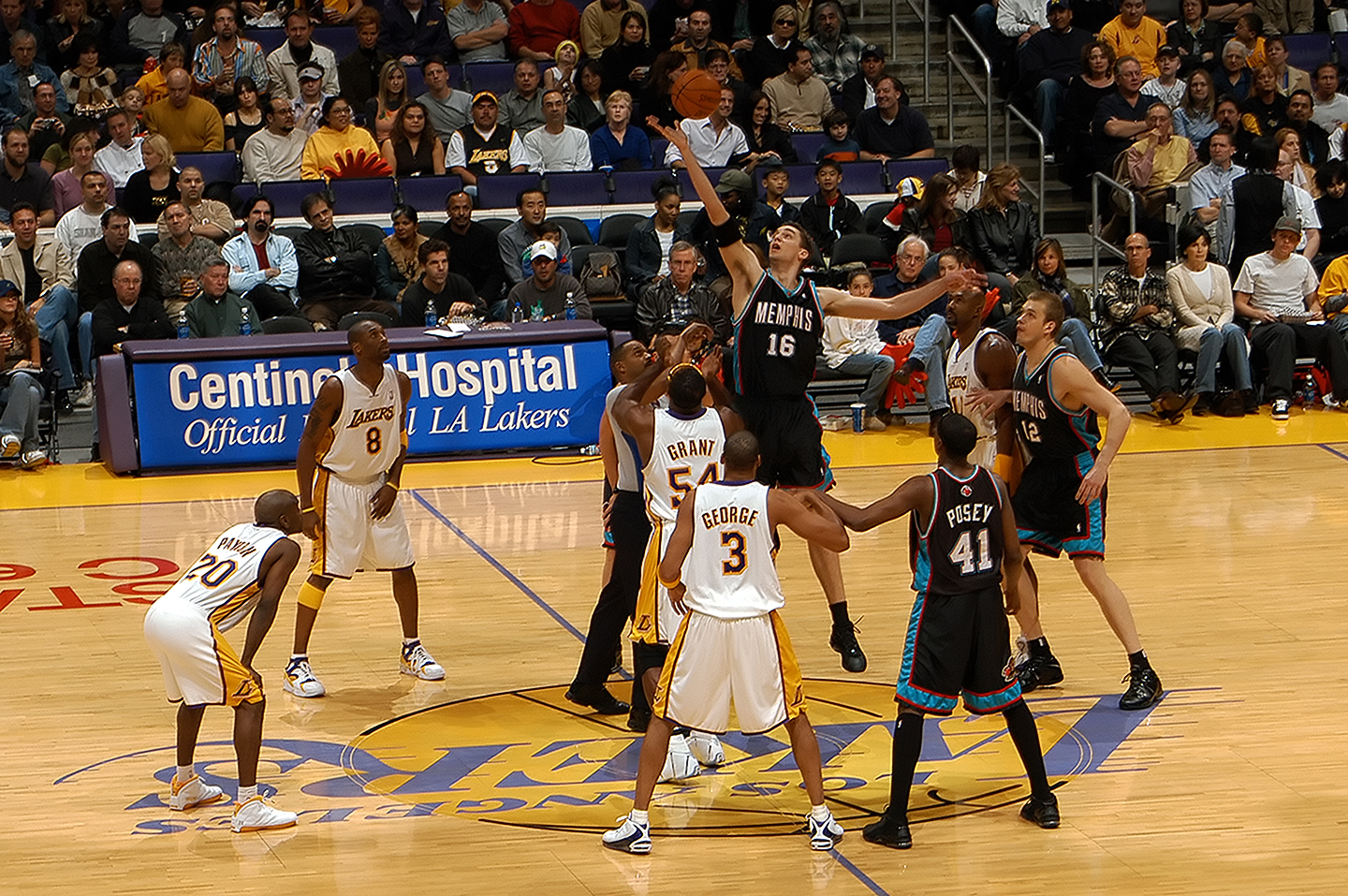
Lakers-Grizzlies

I Memphis Grizzlies sono una delle trenta squadre di pallacanestro che militano nella NBA (National Basketball Association), il campionato professionistico degli Stati Uniti d'America e Canada. Sono membri della Western Conference Southwest Division della Lega.
La franchigia, nata nel 1995 a Vancouver come franchigia di espansione in Canada insieme ai Toronto Raptors, si è poi spostata a Memphis, nello stato del Tennessee, a partire dal 2001. I Grizzlies giocano le partite casalinghe al FedExForum situato nel centro di Memphis. La squadra è attualmente di proprietà dell'imprenditore informatico Robert Pera, che l'ha acquistata nel 2012.
Colori sociali della franchigia sono il blu 'notte', l'azzurro e il bianco, con spesso piccoli dettagli in oro. Logo della franchigia, in rispetto al nome Grizzlies, sin dalla fondazione è un orso grizzly, scelto nel 1995 perché uno degli animali simbolo del Canada, poi mantenuto come logo anche a seguito dello spostamento della squadra a Memphis.
Nelle 29 stagioni sin qui disputate dal 1995 al 2024, i Grizzlies si sono qualificati per i playoff in 13 occasioni, ottenendo come miglior risultato la finale della Western Conference nella stagione 2012-13.
I Grizzlies sono attualmente l'unica squadra dei principali campionati sportivi nordamericani con sede nella città di Memphis.

## Vancouver Grizzlies

### I primi anni. Sconfitte e record negativi
I Vancouver Grizzlies iniziano a giocare nell'NBA nel 1995 assieme ai Toronto Raptors. Entrambe le squadre sono simbolo della crescita dell'NBA in un progetto di espansione oltre gli Stati Uniti, andando di fatto a riportare il grande basket in Canada dai tempi dei Toronto Huskies negli anni quaranta. Prima proposta sul nome è Vancouver Mounties, poi rigettata in favore di Vancouver Grizzlies, in omaggio alla grande presenza nelle zone boschive intorno a Vancouver di orsi grizzly, soprattutto nell'area della British Columbia. Prima arena di gioco è la Rogers Arena di Vancouver.
Oltre alla scelta di Bryant Reeves al draft 1995, buona parte del roster viene composto tramite un expansion draft. La prima stagione è tipica delle nuove squadre, con il peggior record stagionale vittorie-sconfitte. Al draft 1996 i Grizzlies selezionano Shareef Abdur-Rahim che si rivela il miglior marcatore stagionale della squadra così come avvenuto in tutte e cinque le stagioni da lui trascorse in Canada. Nonostante ciò chiudono con un bilancio ancora peggiore dell'anno precedente. Nell'estate 1997 viene firmato il rinnovo di Bryant Reeves con un accordo da più di 60 milioni di dollari in sei anni. Al draft viene chiamato Antonio Daniels, che gioca una sola stagione prima di essere scambiato. Le vittorie ottenute quell'anno dalla squadra sono 19, a fronte di ben 63 sconfitte. Nella stagione 1998-99 il centro Bryant Reeves accumula peso e, complici alcuni infortuni, comincia ad avere statistiche più basse rispetto agli anni precedenti. Il rookie selezionato al draft 1998 è invece Mike Bibby. In questa stagione i Grizzlies conseguono pochissime vittorie, tornando ad essere la squadra con il peggior bilancio della lega. Il draft 1999 vede selezionare un altro playmaker quale Steve Francis, che in precedenza aveva pubblicamente espresso il suo rifiuto di giocare per Vancouver. La volontà del giocatore comporta un maxi scambio che porta in Canada Antoine Carr, Michael Dickerson, Othella Harrington, Brent Price e due scelte future, mentre Francis vola a Houston, dove diventerà rookie dell'anno. In campo, a differenza di quanto accaduto all'altra franchigia canadese dei Toronto Raptors, per i Grizzlies continuano ad arrivare prevalentemente sconfitte, mentre il dato relativo al pubblico scende a 13 899 spettatori a partita.
La diminuzione del pubblico nelle gare casalinghe, la debolezza del dollaro canadese rispetto a quello statunitense, la mancanza di risultati sportivi e di appeal, sono alcuni dei fattori che nel settembre 1999 spingono il proprietario John McCaw Jr. a trovare un accordo di vendita con Bill Laurie, interessato a trasferire la franchigia negli Stati Uniti a Saint Louis. Il commissario NBA David Stern si oppone però alla cessione. Nel gennaio 2000 la franchigia viene venduta a Michael Heisley, il quale rassicura i tifosi affermando che la squadra sarebbe rimasta a Vancouver. Al draft 2000 viene scelto Stromile Swift. Durante la stagione arriva però la notizia del trasferimento della franchigia da Vancouver a Memphis, nonostante le parole espresse in precedenza dal nuovo proprietario. I Grizzlies si congedano dunque dalla città canadese con l'ennesima stagione ampiamente negativa che in realtà, a livello di numeri, è la migliore di sempre, con 23 vittorie e 59 sconfitte che non bastano però ad evitare un altro ultimo posto nella Midwest Division.
Il bilancio totale delle sei stagioni trascorse in NBA dai Vancouver Grizzlies è di 101 partite vinte e di ben 359 partite perse, che corrispondono alla più bassa percentuale complessiva di vittorie nella storia della NBA.

## Memphis Grizzlies

### Il trasferimento a Memphis. L'era Pau Gasol e i primi playoff

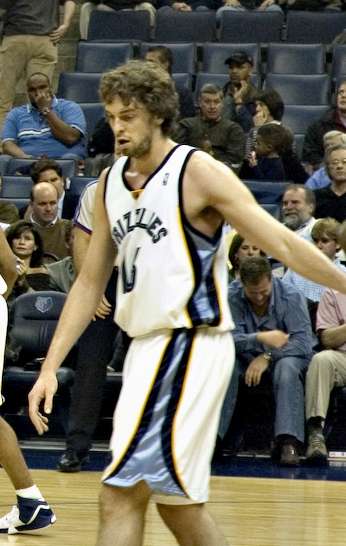
Pau Gasol

La squadra si sposta dunque a Memphis per la stagione 2001-02, diventando la franchigia più orientale della Western Conference. Dal momento in cui i Grizzlies si trasferiscono, la FedEx, importante compagnia a livello mondiale di spedizioni con sede a Memphis, propone il cambio nome della franchigia in Memphis Express, rigettata però subito dalla Nba, dal momento che non era permesso alle squadre di cambiare il nome in base a una società privata. Arena di gioco per i primi tre anni a Memphis è la Pyramid Arena.
Dopo il draft 2001 i Grizzlies ottengono dagli Atlanta Hawks i diritti su Pau Gasol come parziale contropartita nello scambio che porta Shareef Abdur-Rahim a fare il percorso inverso. Nella sua prima stagione con la maglia di Memphis, Gasol vince l'NBA Rookie of the Year Award. I Grizzlies scelgono inoltre al draft Shane Battier, che diventa rapidamente un beniamino dei tifosi.
Jerry West nominato direttore generale nel 2002, rivoluziona la squadra, licenziando l'allenatore Sidney Lowe dopo una partenza di 0-8 e attuando un gran numero di acquisizioni e cessioni, con giocatori come James Posey e Mike Miller che diventano fondamentali per i futuri successi della squadra. Durante la stagione 2002-03 Hubie Brown diviene allenatore dei Grizzlies, vincendo l'NBA Coach of the Year Award.
I Grizzlies arrivano ai play-off per la prima volta nel 2003-04. Dal termine di questa stagione la franchigia si sposta a giocare al FedEx Forum, dove gioca ancora oggi. Nonostante i playoff raggiunti per la prima volta, in cui i Grizzlies vengono eliminati dai San Antonio Spurs al primo turno, il coach Brown si dimette da capoallenatore. Jerry West ingaggia per la panchina Mike Fratello, esperto allenatore e opinionista della TNT.
Il bilancio migliora e la squadra accede alla postseason anche nel 2004-05. I Grizzlies vengono tuttavia nuovamente eliminati al primo turno, questa volta dai Phoenix Suns. A fine stagione, conclusa con degli screzi tra Mike Fratello e alcuni giocatori, in particolare Bonzi Wells e Jason Williams, la squadra attua un mercato attivo rinnovando la rosa e aggiungendo veterani. Ceduti Wells, Williams, Stromile Swift e James Posey, vengono acquisiti Damon Stoudamire, Bobby Jackson, Hakim Warrick e Eddie Jones.
Nel 2005-06 i Grizzlies si qualificano ai play-off per il terzo anno consecutivo, affrontando i Dallas Mavericks che li sconfiggono in quattro partite. Dopo il draft 2006 West cede Battier agli Houston Rockets in cambio della loro prima scelta Rudy Gay e di Stromile Swift.
Prima della stagione 2006-07 Gasol si rompe il piede sinistro giocando con la Spagna ai Mondiali del 2006. I Grizzlies partono con un bilancio di 5-17 con Gasol fuori e un bilancio di 1-7 con il suo utilizzo per 25 minuti a partita. A questo punto Mike Fratello viene licenziato e sostituito da Tony Barone, come allenatore ad interim. I Grizzlies chiudono la stagione 2006-07 con un bilancio di 22-60 e Jerry West annuncia le dimissioni da direttore generale poco dopo la fine della stagione regolare. I Grizzlies assumono poi l'assistente allenatore dei Phoenix Suns Marc Iavaroni. Al draft 2007 selezionano il playmaker Mike Conley mentre il primo febbraio 2008 Pau Gasol, la prima vera bandiera della franchigia, viene ceduto ai Los Angeles Lakers in cambio di Kwame Brown, Javaris Crittenton, Aaron McKie, i diritti di Marc Gasol, fratello di Pau, più le prime scelte ai draft 2008 e 2010.

### Marc Gasol, Rudy Gay, Zach Randolph, Mike Conley e la finale di Conference

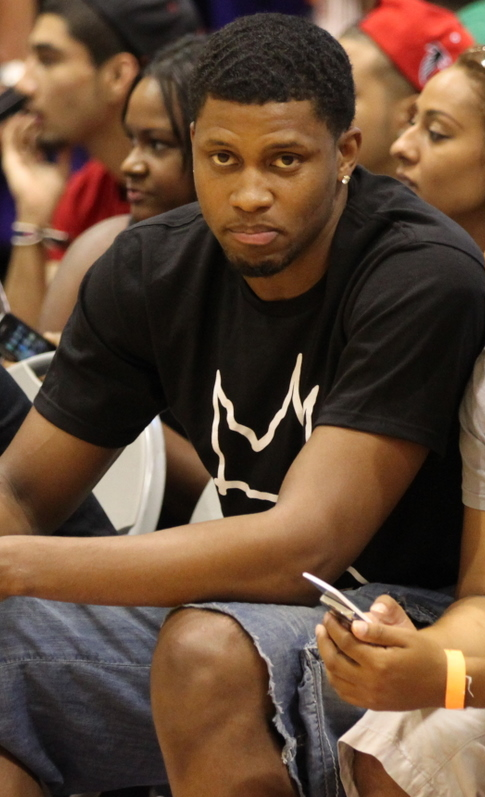
Rudy Gay

Al draft 2008 i Grizzlies selezionano O.J. Mayo. Il 22 gennaio 2009 Iavaroni viene licenziato e il 25 gennaio viene assunto come allenatore Lionel Hollins. Nel 2009 i Grizzlies selezionano al draft Hasheem Thabeet e DeMarre Carroll e riescono a mettere sotto contratto il free agent Allen Iverson, MVP del 2001. La sua avventura in Tennessee però si interrompe bruscamente dopo sole 3 partite giocate, non avendo ottenuto il posto da titolare fisso che aveva chiesto come garanzia. Con l'acquisizione di Zach Randolph, che mantiene un rendimento da All-Star, e il netto miglioramento di Gasol, i Grizzlies rimangono in zona play-off per gran parte della stagione chiudendo con un bilancio di 40-42.
Nel 2010-11 i Grizzlies celebrano i dieci anni dallo spostamento a Memphis. La stagione parte con un grande entusiasmo e un grande supporto dei tifosi. I Grizzlies si qualificano per la post-season dopo cinque anni dall'ultima apparizione del 2006, trovandosi subito di fronte avversari apparentemente proibitivi come i San Antonio Spurs, a lungo dominatori della stagione regolare. Ribaltando il pronostico, i Grizzlies eliminano i San Antonio Spurs accedendo così per la prima volta nella storia alla semifinale ad Ovest. Qui Memphis incontra gli Oklahoma City Thunder del duo emergente Durant-Westbrook. Anche qui i Grizzlies non smettono di stupire ma alla fine sono i Thunder a prevalere. A fine stagione i Grizzlies rinnovano il contratto a Gasol. Viene inoltre ingaggiato Gilbert Arenas come riserva di Conley.
Nella stagione 2011-2012 i Grizzlies riescono ad andare per la seconda volta consecutiva nei play-off, venendo però eliminati questa volta al primo turno dai Los Angeles Clippers di Chris Paul e Blake Griffin.
L'11 giugno 2012 la ESPN annuncia che Heisley ha raggiunto un accordo di massima per vendere i Grizzlies al magnate della tecnologia delle comunicazioni Robert J. Pera, apparso su Forbes nei 10 più giovani miliardari al mondo. Pera raggiunge un accordo che avrebbe garantito la permanenza a Memphis per altri 15 anni. Il 25 ottobre Pera diventa ufficialmente il nuovo proprietario dei Grizzlies.
In vista della stagione 2012-13 i Grizzlies perdono Mayo, che viene ingaggiato dai Dallas Mavericks e cedono Gay e Hamed Haddadi ai Toronto Raptors in uno scambio che coinvolge anche i Detroit Pistons, ottenendo in cambio Tayshaun Prince, Ed Davis e Austin Daye. Nonostante la cessione di Gay i Grizzlies chiudono un'ottima stagione con un bilancio di 56-26. La forza della squadra si basa sulla straordinaria difesa. I Grizzlies, per i quali in quegli anni viene coniato il motto 'Grit and Grind', si dimostrano la squadra più forte della NBA dal punto di vista difensivo, come testimonia anche il fatto che Gasol vince il Defensive Player of the Year. Ai play-off i Grizzlies eliminano prima i Los Angeles Clippers e poi gli Oklahoma City Thunder. Alle finali di Western Conference, raggiunte per la prima volta nella loro storia, escono per mano dei San Antonio Spurs. A fine stagione Hollins viene clamorosamente licenziato, a dispetto della straordinaria stagione.
Per la stagione 2013-14, Dave Joerger, da sei anni assistente allenatore dei Grizzlies, viene promosso a capoallenatore. Sul mercato i Grizzlies mantengono il roster sostanzialmente invariato, ma non rinunciano a rafforzare la panchina. Dopo un inizio stentato i Grizzlies si qualificano per i playoff ma vengono eliminati al primo turno dagli Oklahoma City Thunder.
Il roster rimane sostanzialmente invariato anche nel 2014-15, fatta eccezione per l'aggiunta in squadra del veterano Vince Carter. In questo caso la squadra, dopo un'ottima regular season, elimina ai playoff i Portland Trail Blazers al primo turno, venendo poi fermata in semifinale dai lanciatissimi Golden State Warriors di Steph Curry.
Un piccolo passo indietro si registra nelle stagioni 2015-2016 e 2016-17 in cui i Grizzlies vengono sempre eliminati al primo turno, in entrambe le circostanze dai San Antonio Spurs, diventati ormai un'autentica bestia nera per la franchigia di Memphis. Da segnalare l'arrivo in rosa dell'ala Chandler Parsons, chiamato per dare respiro e un minor minutaggio all'esperta bandiera Zach Randolph.

### L'addio di Marc Gasol e la ricostruzione con Ja Morant
Nel 2017-18, dopo ben sette stagione consecutive ai playoff, i Grizzlies, con in panchina David Fizdale, non riescono ad accedere alla post season, chiudendo con un brutto 22-60 la regular season. Questa è anche l'ultima stagione del centro Marc Gasol in Tennessee, scambiato con i Toronto Raptors con il lituano Jonas Valanciunas. Curiosamente, proprio come accaduto al fratello Pau, che appena lasciò i Grizzlies vinse il titolo con i Los Angeles Lakers, anche per Marc sarà al stessa cosa, campione al primo colpo con i Toronto Raptors.
Stesso copione deludente anche nelle stagioni 2018-19 e 2019-20, chiuse con l'eliminazione in regular season. In questi anni in panchina si alternano prima JB Bickerstaff e poi Taylor Jenkins. Al draft 2019 viene selezionato il playmaker Ja Morant, su cui la franchigia decide di costruire la rifondazione del post Gasol.
I primi risultati arrivano già dalla stagione 2020-21, con un ritorno ai playoff e uscita al primo turno per mano degli Utah Jazz. Ulteriore passo in avanti la stagione 2021-22, in cui i Grizzlies dopo un'ottima regular season, eliminano al primo turno i Minnesota Timberwolves del duo Anthony Edwards-Karl Anthony Towns, prima di uscire in semifinale contro i temibili Golden State Warriors. In questi anni l'ossatura della squadra, oltre che da Ja Morant, è formata da Dillon Brooks, Brandon Clarke, Jaren Jackson e il lungo Steven Adams.
Terza qualificazione consecutiva per i playoff anche nella stagione 2022-23, con i Grizzlies che vengono eliminato al primo turno dai Los Angeles Lakers al termine di una serie combattuta. Nel 2023-24 nonostante i buoni propositi di inizio stagione, i Grizzlies, complice anche alcuni infortuni dei suoi uomini chiave, disputano una brutta regular season, chiusa con un modesto 27-55 che non vale l'accesso alla post season.

## Arene di gioco
A Vancouver
- General Motors Place (1995–2001)

A Memphis
- Pyramid Arena (2001–2004)
- FedExForum (2004–presente)

## Record stagione per stagione
| Campione NBA | Campione di Conference | Campione di Division |

| Stagione              | V    | P    | %    | Posizione Division | Playoff                                                                              | Risultati                                                                    |
| --------------------- | ---- | ---- | ---- | ------------------ | ------------------------------------------------------------------------------------ | ---------------------------------------------------------------------------- |
| Vancouver Grizzlies   |      |      |      |                    |                                                                                      |                                                                              |
| 1995-96               | 15   | 67   | .183 | 7°                 |                                                                                      |                                                                              |
| 1996-97               | 14   | 68   | .170 | 7°                 |                                                                                      |                                                                              |
| 1997-98               | 19   | 63   | .232 | 6°                 |                                                                                      |                                                                              |
| 1998-99               | 8    | 42   | .160 | 7°                 |                                                                                      |                                                                              |
| 1999-00               | 22   | 60   | .268 | 7°                 |                                                                                      |                                                                              |
| 2000-01               | 23   | 59   | .280 | 7°                 |                                                                                      |                                                                              |
| Memphis Grizzlies     |      |      |      |                    |                                                                                      |                                                                              |
| 2001-02               | 23   | 58   | .280 | 7°                 |                                                                                      |                                                                              |
| 2002-03               | 28   | 54   | .341 | 6°                 |                                                                                      |                                                                              |
| 2003-04               | 50   | 32   | .610 | 4°                 | Perde il Primo Turno                                                                 | San Antonio 4, Memphis 0                                                     |
| 2004-05               | 45   | 37   | .549 | 4°                 | Perde il Primo Turno                                                                 | Phoenix 4, Memphis 0                                                         |
| 2005-06               | 49   | 33   | .598 | 3°                 | Perde il Primo Turno                                                                 | Dallas 4, Memphis 0                                                          |
| 2006-07               | 22   | 60   | .268 | 5°                 |                                                                                      |                                                                              |
| 2007-08               | 22   | 60   | .268 | 5°                 |                                                                                      |                                                                              |
| 2008-09               | 24   | 58   | .293 | 5°                 |                                                                                      |                                                                              |
| 2009-10               | 40   | 42   | .488 | 4°                 |                                                                                      |                                                                              |
| 2010-11               | 46   | 36   | .561 | 3°                 | Vince il Primo Turno Perde le semifinali di Conference                               | Memphis 4, San Antonio 2 Oklahoma City 4, Memphis 3                          |
| 2011-12               | 41   | 25   | .621 | 2°                 | Perde il Primo Turno                                                                 | LA Clippers 4, Memphis 3                                                     |
| 2012-13               | 56   | 26   | .683 | 2°                 | Vince il Primo Turno Vince le semifinali di Conference Perde le finali di Conference | Memphis 4, LA Clippers 2 Memphis 4, Oklahoma City 1 San Antonio 4, Memphis 0 |
| 2013-14               | 50   | 32   | .610 | 3°                 | Perde il Primo Turno                                                                 | Oklahoma City 4, Memphis 3                                                   |
| 2014-15               | 55   | 27   | .671 | 2°                 | Vince il Primo Turno Perde le semifinali di Conference                               | Memphis 4, Portland 1 Golden State 4, Memphis 2                              |
| 2015-16               | 42   | 40   | .512 | 2°                 | Perde al Primo Turno                                                                 | San Antonio 4, Memphis 0                                                     |
| 2016-17               | 43   | 39   | .524 | 3°                 | Perde il Primo Turno                                                                 | San Antonio 4, Memphis 2                                                     |
| 2017-18               | 22   | 60   | .268 | 5°                 |                                                                                      |                                                                              |
| 2018-19               | 33   | 49   | .402 | 3°                 |                                                                                      |                                                                              |
| 2019-20               | 34   | 39   | .466 | 3°                 | Perde il Play-in Game 8-9                                                            | Portland 1, Memphis 0                                                        |
| 2020-21               | 38   | 34   | .528 | 2°                 | Vince il Play-in Game 9-10 Vince il Play-in Game 8-9 Perde il Primo Turno            | Memphis 1, San Antonio 0 Memphis 1, Golden State 0 Utah 4, Memphis 1         |
| 2021-22               | 56   | 26   | .683 | 1°                 | Vince il Primo Turno Perde le semifinali di Conference                               | Memphis 4, Minnesota 2 Golden State 4, Memphis 2                             |
| 2022-23               | 51   | 31   | .622 | 1°                 | Perde il Primo Turno                                                                 | L.A. Lakers 4, Memphis 2                                                     |
| 2023-24               | 27   | 55   | .329 | 5°                 |                                                                                      |                                                                              |
| 2024-25               | 48   | 34   | .585 | 2°                 | Perde il Play-in Game 7-8 Vince il Play-in Game 8-9 Perde il Primo Turno             | Golden State 1, Memphis 0 Memphis 1, Dallas 0 Oklahoma City 4, Memphis 0     |
| Totale Regular Season | 1046 | 1347 | .437 |                    |                                                                                      |                                                                              |
| Playoffs              | 40   | 65   | .381 |                    | 0 Titoli NBA                                                                         | 0 Titoli NBA                                                                 |

## Squadra attuale
| \| Pos. \| Num. \| Naz. \| Nome \| Altezza \| Peso \| Data nascita \| Provenienza \| \| ---- \| ---- \| ---- \| ------------------------- \| ------- \| ------ \| ------------ \| --------------------- \| \| AP \| 0 \| \| Wells, Jaylen \| 203 cm \| 93 kg \| 26-08-2003 \| Washington State \| \| G \| 1 \| \| Pippen, Scotty \| 185 cm \| 77 kg \| 10-11-2000 \| Vanderbilt \| \| G \| 2 \| \| Pullin, Zyon \| 193 cm \| 93 kg \| 03-03-2001 \| Florida \| \| G \| 3 \| \| Caldwell-Pope, Kentavious \| 196 cm \| 93 kg \| 18-02-1993 \| Georgia \| \| P/G \| 4 \| \| Anthony, Cole \| 191 cm \| 84 kg \| 15-05-2000 \| North Carolina \| \| AP \| 5 \| \| Williams, Vince \| 198 cm \| 93 kg \| 28-08-2000 \| Virginia Commonwealth \| \| AG/C \| 7 \| \| Aldama, Santi (TW) \| 211 cm \| 102 kg \| 10-01-2001 \| Loyola \| \| AP \| 8 \| \| Stevens, Lamar \| 201 cm \| 104 kg \| 09-07-1997 \| Penn State \| \| P \| 10 \| \| Small, Javon \| 191 cm \| 86 kg \| 19-12-2002 \| West Virginia \| \| P \| 12 \| \| Morant, Ja \| 191 cm \| 79 kg \| 10-08-1999 \| Murray State \| \| AG/C \| 13 \| \| Jackson, Jaren \| 211 cm \| 110 kg \| 15-09-1999 \| Michigan State \| \| C \| 14 \| \| Edey, Zach \| 224 cm \| 138 kg \| 14-03-2002 \| Purdue \| \| AG \| 15 \| \| Clarke, Brandon \| 203 cm \| 98 kg \| 19-09-1996 \| Gonzaga \| \| G \| 21 \| \| Mashack, Jahmai \| 194 cm \| 91 kg \| 10-11-2002 \| Tennessee Volunteers \| \| G/AP \| 23 \| \| Coward, Cedric \| 198 cm \| 93 kg \| 11-09-2003 \| Washington State \| \| G \| 24 \| \| Spencer, Cam \| 193 cm \| 93 kg \| 06-04-2000 \| Connecticut \| \| AG/C \| 35 \| \| Bagley, Marvin \| 211 cm \| 106 kg \| 14-03-1999 \| Duke \| \| AG/C \| 45 \| \| Jackson, G.G. \| 206 cm \| 95 kg \| 17-12-2004 \| Alabama \| \| G \| 46 \| \| Konchar, John \| 196 cm \| 95 kg \| 22-03-1996 \| Fort Wayne \| \| G \| \| \| Jerome, Ty \| 196 cm \| 88 kg \| 07-07-1997 \| Virginia \| \| C \| \| \| Landale, Jock \| 211 cm \| 116 kg \| 25-10-1995 \| Saint Mary's \| | Allenatore - Tuomas Iisalo Assistente/i - Joe Boylan - Anthony Carter - Noah LaRoche - Patrick Mutombo - Patrick St.Andrews - Erick Schmidt - Jason March Legenda - (C) Capitano - (FA) Free agent - (S) Sospeso - (TW) Contratto Two-way - (GL) Assegnato a squadra G League affiliata - Infortunato Roster • Transazioni · Ultima transazione: 10 luglio 2025 |                                            |                           |         |        |              |                       |
| Pos. | Num. | Naz.                                       | Nome                      | Altezza | Peso   | Data nascita | Provenienza           |
| AP | 0 | Stati Uniti (bandiera)                     | Wells, Jaylen             | 203 cm  | 93 kg  | 26-08-2003   | Washington State      |
| G | 1 | Stati Uniti (bandiera)                     | Pippen, Scotty            | 185 cm  | 77 kg  | 10-11-2000   | Vanderbilt            |
| G | 2 | Stati Uniti (bandiera)                     | Pullin, Zyon              | 193 cm  | 93 kg  | 03-03-2001   | Florida               |
| G | 3 | Stati Uniti (bandiera)                     | Caldwell-Pope, Kentavious | 196 cm  | 93 kg  | 18-02-1993   | Georgia               |
| P/G | 4 | Stati Uniti (bandiera)                     | Anthony, Cole             | 191 cm  | 84 kg  | 15-05-2000   | North Carolina        |
| AP | 5 | Stati Uniti (bandiera)                     | Williams, Vince           | 198 cm  | 93 kg  | 28-08-2000   | Virginia Commonwealth |
| AG/C | 7 | Spagna (bandiera)                          | Aldama, Santi (TW)        | 211 cm  | 102 kg | 10-01-2001   | Loyola                |
| AP | 8 | Stati Uniti (bandiera)                     | Stevens, Lamar            | 201 cm  | 104 kg | 09-07-1997   | Penn State            |
| P | 10 | Stati Uniti (bandiera)                     | Small, Javon              | 191 cm  | 86 kg  | 19-12-2002   | West Virginia         |
| P | 12 | Stati Uniti (bandiera)                     | Morant, Ja                | 191 cm  | 79 kg  | 10-08-1999   | Murray State          |
| AG/C | 13 | Stati Uniti (bandiera)                     | Jackson, Jaren            | 211 cm  | 110 kg | 15-09-1999   | Michigan State        |
| C | 14 | Canada (bandiera)                          | Edey, Zach                | 224 cm  | 138 kg | 14-03-2002   | Purdue                |
| AG | 15 | Canada (bandiera) · Stati Uniti (bandiera) | Clarke, Brandon           | 203 cm  | 98 kg  | 19-09-1996   | Gonzaga               |
| G | 21 | Stati Uniti (bandiera)                     | Mashack, Jahmai           | 194 cm  | 91 kg  | 10-11-2002   | Tennessee Volunteers  |
| G/AP | 23 | Stati Uniti (bandiera)                     | Coward, Cedric            | 198 cm  | 93 kg  | 11-09-2003   | Washington State      |
| G | 24 | Stati Uniti (bandiera)                     | Spencer, Cam              | 193 cm  | 93 kg  | 06-04-2000   | Connecticut           |
| AG/C | 35 | Stati Uniti (bandiera)                     | Bagley, Marvin            | 211 cm  | 106 kg | 14-03-1999   | Duke                  |
| AG/C | 45 | Stati Uniti (bandiera)                     | Jackson, G.G.             | 206 cm  | 95 kg  | 17-12-2004   | Alabama               |
| G | 46 | Stati Uniti (bandiera)                     | Konchar, John             | 196 cm  | 95 kg  | 22-03-1996   | Fort Wayne            |
| G | | Stati Uniti (bandiera)                     | Jerome, Ty                | 196 cm  | 88 kg  | 07-07-1997   | Virginia              |
| C | | Australia (bandiera)                       | Landale, Jock             | 211 cm  | 116 kg | 25-10-1995   | Saint Mary's          |

## Palmarès
| Palmarès Memphis Grizzlies |        |                      |
|                            | Titoli | Anni                 |
| Titoli di Division         | 2      | 2021-2022, 2022-2023 |

## Leader di franchigia
Dati aggiornati al 28 dicembre 2023.
1. Mike Conley: 788
2. Marc Gasol: 769
3. Zach Randolph: 551
4. Rudy Gay: 479
5. Pau Gasol: 476
6. Tony Allen: 462
7. Mike Miller: 453
8. Stromile Swift: 441
9. Shane Battier: 419
10. Bryant Reeves: 395

1. Mike Conley: 4.509
2. Marc Gasol: 2.639
3. Jason Williams: 2.069
4. Ja Morant: 1.864
5. Mike Bibby: 1.675
6. Pau Gasol: 1.473
7. Mike Miller: 1.351
8. Tyus Jones: 1.285
9. Zach Randolph: 1.085
10. Shareef Abdur-Rahim: 1.081

1. Mike Conley: 11.733
2. Marc Gasol: 11.684
3. Zach Randolph: 9.261
4. Pau Gasol: 8.966
5. Rudy Gay: 8.562
6. Shareef Abdur-Rahim: 7.801
7. Mike Miller: 5.982
8. Ja Morant: 5.672
9. Jaren Jackson: 5.010
10. Dillon Brooks: 5.002

1. Mike Conley: 1.161
2. Tony Allen: 796
3. Marc Gasol: 708
4. Rudy Gay: 640
5. Shane Battier: 523
6. Zach Randolph: 429
7. Shareef Abdur-Rahim: 416
8. Jason Williams: 372
9. O.J. Mayo: 333
10. Dillon Brooks: 325

1. Marc Gasol: 5.942
2. Zach Randolph: 5.612
3. Pau Gasol: 4.096
4. Shareef Abdur-Rahim: 3.070
5. Rudy Gay: 2.758
6. Bryant Reeves: 2.745
7. Lorenzen Wright: 2.386
8. Mike Conley: 2.327
9. Stromile Swift: 2.128
10. Mike Miller: 2.020

1. Marc Gasol: 1.135
2. Pau Gasol: 877
3. Jaren Jackson: 607
4. Stromile Swift: 607
5. Shane Battier: 428
6. Rudy Gay: 420
7. Shareef Abdur-Rahim: 374
8. Bryant Reeves: 302
9. Lorenzen Wright: 250
10. Tony Allen: 217

## Cestisti

### Membri della Basketball Hall of Fame
| Membri Memphis Grizzlies nella Basketball Hall of Fame |               |            |            |            |
| Giocatori                                              |               |            |            |            |
| Num.                                                   | Nome          | Ruolo      | Stagione/i | Introdotto |
| 3                                                      | Allen Iverson | G          | 2009       | 2016       |
| 16                                                     | Pau Gasol     | AG/C       | 2001–2008  | 2023       |
| Allenatori                                             |               |            |            |            |
| Nome                                                   | Nome          | Ruolo      | Stagione/i | Introdotto |
| Hubie Brown                                            | Hubie Brown   | Head coach | 2002–2005  | 2005       |

### Numeri ritirati
| Numeri ritirati Memphis Grizzlies |               |              |            |                  |
| Num.                              | Giocatore     | Ruolo        | Stagione/i | Giorno ritiro    |
| 9                                 | Tony Allen    | SG           | 2010–2017  | 15 marzo 2025    |
| 33                                | Marc Gasol    | C            | 2008–2019  | 6 aprile 2024    |
| 50                                | Zach Randolph | PF           | 2009–2017  | 11 dicembre 2021 |
|                                   | Don Poier     | Telecronista | 1995–2005  | 20 aprile 2005   |

- 6 - L'11 agosto 2022, l'NBA ha ritirato il numero 6 per tutte le squadre in onore di Bill Russell.[4][5]
- 11 - Dopo aver scambiato Mike Conley Jr., la squadra ha annunciato che avrebbe ritirato il numero 11.

## Allenatori
| Legenda | Legenda                                                          |
| ------- | ---------------------------------------------------------------- |
| PA      | Partite allenate                                                 |
| V       | Vittorie                                                         |
| S       | Sconfitte                                                        |
| V%      | Percentuale di vittorie                                          |
|         | Ha trascorso l'intera sua carriera da allenatore con i Grizzlies |
|         | Eletto nella Basketball Hall of Fame                             |

Note: Statistiche aggiornate a fine stagione 2023-2024.
| Vancouver Grizzlies |                   |           |     |     |     |      |    |    |    |      |                                  |        |
| 1                   | Brian Winters     | 1995–1997 | 125 | 23  | 102 | .184 | —  | —  | —  | —    |                                  | [ 6 ]  |
| 2                   | Stu Jackson       | 1997      | 39  | 6   | 33  | .154 | —  | —  | —  | —    |                                  | [ 7 ]  |
| 3                   | Brian Hill        | 1997–1999 | 154 | 31  | 123 | .201 | —  | —  | —  | —    |                                  | [ 8 ]  |
| 4                   | Lionel Hollins    | 1999–2000 | 60  | 18  | 42  | .300 | —  | —  | —  | —    |                                  | [ 9 ]  |
| 5                   | Sidney Lowe       | 2000–2001 | 82  | 23  | 59  | .280 | —  | —  | —  | —    |                                  | [ 10 ] |
| Memphis Grizzlies   |                   |           |     |     |     |      |    |    |    |      |                                  |        |
| —                   | Sidney Lowe       | 2001–2002 | 90  | 23  | 67  | .256 | —  | —  | —  | —    |                                  | [ 10 ] |
| 6                   | Hubie Brown       | 2002–2004 | 168 | 83  | 85  | .494 | 4  | 0  | 4  | .000 | 2003-04 Allenatore dell'anno NBA | [ 11 ] |
| —                   | Lionel Hollins    | 2004      | 4   | 0   | 4   | .000 | —  | —  | —  | —    |                                  | [ 9 ]  |
| 7                   | Mike Fratello     | 2004–2006 | 178 | 95  | 83  | .534 | 8  | 0  | 8  | .000 |                                  | [ 12 ] |
| 8                   | Tony Barone       | 2006–2007 | 52  | 16  | 36  | .308 | —  | —  | —  | —    |                                  | [ 13 ] |
| 9                   | Marc Iavaroni     | 2007–2009 | 123 | 33  | 90  | .268 | —  | —  | —  | —    |                                  | [ 14 ] |
| 10                  | Johnny Davis      | 2009      | 2   | 0   | 2   | .000 | —  | —  | —  | —    |                                  | [ 15 ] |
| —                   | Lionel Hollins    | 2009–2013 | 351 | 196 | 155 | .558 | 35 | 18 | 17 | .514 |                                  | [ 9 ]  |
| 11                  | Dave Joerger      | 2013–2016 | 246 | 147 | 99  | .598 | 22 | 9  | 13 | .409 |                                  | [ 16 ] |
| 12                  | David Fizdale     | 2016–2017 | 101 | 50  | 51  | .495 | 6  | 2  | 4  | .333 |                                  | [ 17 ] |
| 13                  | J. B. Bickerstaff | 2017–2019 | 145 | 48  | 97  | .331 | —  | —  | —  | —    |                                  | [ 18 ] |
| 14                  | Taylor Jenkins    | 2019–2025 | 464 | 250 | 214 | .539 | 23 | 9  | 14 | .391 |                                  | [ 19 ] |
| 15                  | Tuomas Iisalo     | 2025–     | 0   | 0   | 0   | –    | —  | —  | —  | –    |                                  |        |

## Premi individuali
NBA Sixth Man of the Year Award
- Mike Miller – 2006

NBA Defensive Player of the Year Award
- Marc Gasol – 2013
- Jaren Jackson – 2023

NBA Rookie of the Year Award
- Pau Gasol – 2002
- Ja Morant - 2020

NBA Most Improved Player Award
- Ja Morant - 2022

NBA Coach of the Year Award
- Hubie Brown – 2004

NBA Executive of the Year Award
- Jerry West – 2004
- Zachary Kleiman – 2022

All-NBA First Team
- Marc Gasol - 2015

All-NBA Second Team
- Marc Gasol - 2013
- Ja Morant - 2022

All-NBA Third Team
- Zach Randolph - 2011

NBA All-Defensive First Team
- Tony Allen - 2012, 2013, 2015
- Jaren Jackson - 2022, 2023

NBA All-Defensive Second Team
- Tony Allen - 2011, 2016, 2017
- Marc Gasol - 2013
- Mike Conley - 2013
- Dillon Brooks - 2023
- Jaren Jackson – 2025

NBA All-Rookie First Team
- Shareef Abdur-Rahim – 1997
- Mike Bibby – 1999
- Pau Gasol – 2002
- Shane Battier – 2002
- Drew Gooden – 2003
- Rudy Gay – 2007
- O.J. Mayo – 2009
- Jaren Jackson – 2019
- Ja Morant - 2020
- Brandon Clarke - 2020
- Zach Edey - 2025
- Jaylen Wells - 2025

NBA All-Rookie Second Team
- Bryant Reeves – 1996
- Gordan Giriček – 2003
- Juan Carlos Navarro – 2008
- Marc Gasol – 2009
- Desmond Bane – 2021
- G.G. Jackson – 2024

## Mascotte
Grizz è la mascotte ufficiale dei Memphis Grizzlies. È stata introdotta nel 1995 quando la squadra era a Vancouver. Grizz è stata nominata Mascotte NBA dell'anno nel 2011.

### Amici di Grizz
Nel 2007, all'artista che interpreta Grizz fu diagnosticato un cancro. Come esempio di sostegno, i Grizzlies scelsero di non avere più Grizz finché non si riprese. Durante questo periodo, le mascotte delle altre squadre si esibirono nelle partite in casa dei Grizzlies al posto di Grizz. La franchigia lanciò anche un programma chiamato "Amici di Grizz", con donazioni ed eventi per la ricerca destinati all'Ospedale Infantile St. Jude.